# Cassytha flava
Cassytha flava är en lagerväxtart som beskrevs av Christian Gottfried Daniel Nees von Esenbeck. Cassytha flava ingår i släktet Cassytha och familjen lagerväxter. Inga underarter finns listade i Catalogue of Life.